# Tele Globo
Tele Globo foi um telejornal brasileiro exibido pela Rede Globo. Foi o primeiro telejornal da emissora e sua estréia ocorreu no primeiro dia da nova emissora, em 26 de abril de 1965.
O Tele Globo foi o embrião para o atual Jornal Nacional, criado em 1969.

## Apresentadores
- Paulo Gil[2]
- Íris Lettieri
- Hilton Gomes
- Luís Miranda
- Aluísio Pimentel
- Paulo Gil
- Haroldo Costa
- Antônio Carlos
- Catulo de Paula
- Edna Savaget
- José Antônio de Lima Guimarães

### Comentaristas e colunistas
- Fernando Lopes
- Luís Alberto de Carvalho Alves
- Teixeira Heizer
- Nathália Timberg